# Wildflower Wildfire
Wildflower Wildfire è un singolo promozionale della cantante statunitense Lana Del Rey, pubblicato il 20 maggio 2021 ed estratto dall'ottavo album in studio Blue Banisters.

## Pubblicazione
Il 28 aprile 2021 Lana Del Rey ha annunciato l'imminente uscita del suo successivo album. Il seguente 20 maggio ha pubblicato Wildflower Wildfire a sorpresa insieme a Blue Banisters e Text Book come singoli promozionali per il disco.

## Descrizione
Scritta e composta da Lana Del Rey, Mike Dean, Sage Skolfield e Sean Solymar e prodotta da Dean, Wildflower Wildfire è una ballata di pianoforte. Nel testo la cantante riflette sul travagliato rapporto con la madre, alla quale fa menzione nella seconda strofa come «la moglie di mio padre». Aspira ad essere l'opposto di lei: se la madre era un «incendio incontrollato», lei paragona se stessa a un delicato «fiore di campo».

## Tracce
Testi e musiche di Lana Del Rey, Mike Dean, Sage Skolfield e Sean Solymar.
1. Wildflower Wildfire – 4:46

## Formazione
Musicisti
- Lana Del Rey – voce
- Mike Dean – tastiere

Produzione
- Mike Dean – produzione, mastering, missaggio
- Sage Skolfield – ingegneria del suono
- Sean Solymar – ingegneria del suono